# Evelyn Keyes
Evelyn Louise Keyes (ur. 20 listopada 1916 w Port Arthur, zm. 4 lipca 2008 w Montecito) – amerykańska aktorka filmowa, występowała w roli Suellen O’Hary siostry Scarlett w filmie Przeminęło z wiatrem.

## Filmografia
- 1939: Union Pacific
- 1941: Awantura w zaświatach